# Video-chirurgia
Nella chirurgia tradizionale che riguarda l'addome ed il torace (prevalentemente, ma non esclusivamente), l'accesso agli organi interni viene effettuato mediante un'incisione, praticata col bisturi, di adeguata estensione a seconda del tipo di intervento da eseguire. 
Negli anni '80 è stata introdotta nella pratica chirurgica una nuova tecnica di accesso, denominata video-chirurgia che consiste nel praticare piccoli fori (0,5 - 1,2 cm) attraverso la parete addominale o toracica per introdurre una telecamera nonché gli strumenti che vengono utilizzati per effettuare l'intervento. I chirurghi operano dal di fuori guardando su un monitor ciò che stanno eseguendo all'interno della cavità addominale o toracica. 
Quando l'intervento viene eseguito all'addome si parla più propriamente di video-laparo-chirurgia, quando viene eseguito al torace di video-toraco-chirurgia. Interventi in video-chirurgia vengono eseguiti anche in altri distretti corporei, ad esempio nella regione inguinale per il trattamento delle ernie inguinali e crurali, o negli arti inferiori per il trattamento delle varici venose. Si tratta comunque di indicazioni minori della video-chirurgia.
Per quel che concerne la video-laparo-chirurgia, dal momento che la parete dell'addome è aderente agli organi in essa contenuta, è indispensabile introdurre un gas (CO2) per dilatare la cavità addominale. Nel caso della video-toraco-chirurgia è il polmone che, collassando, lascia lo spazio necessario per poter effettuare l'intervento.
La video-chirurgia deriva dalla laparoscopia, una tecnica diagnostica molto utilizzata dagli specialisti ginecologi, che consisteva nell'introdurre uno strumento ottico chiamato laparoscopio nella cavità addominale per osservare direttamente gli organi pelvici femminili.